# Film & Lyd
Film & Lyd (FL) var et filmselskab blev stiftet af fotograferne Ebbe Nyvold og Simon Plum i 1972. Film & Lyd arbejdede i begyndelsen med fast billedfotografi og eksperimentalfilm. Der blev lavet fotografier til adskillige plakater for bands, teatergrupper og udstillinger. Filmselskabet havde til huse i kollektivet Heisesgade 28 i Svanemøllen, som bl.a. husede musikere som Anders Roland og Steen Rasmussen, som dannede bandet "Hvalsøspillemændene" hvortil Film & Lyd lavede coverfotos til LP-udgivelser. Da kollektivet i oktober 1973 flyttede til stort hus på Skovvej 7 i Gentofte, flyttede Film & Lyd med og kunne nu få bedre lokaler og udvide aktiviteterne, og flere trådte ind i selskabet. Lars Nilsson blev produktions leder og regnskabschef, Mikkel Bo fungerede som tonemester og filmklipper. Efter oliekrisen i 1973-74 producerede gruppen omkring Film & Lyd en dokumentarfilm om sol- og vindenergi som blev afsat til mange landes tvstationer og dannede grundlaget for ekspansion af Film & Lyd, som kunne erhverve komplet udstyrskæde, - 16mm Arriflexkamera, Nagralydoptager, lys, Steenbeckklippebord, produktionsbus osv. Film & Lyd lå ikke stille mens Simon Plum og Mikkel Bo uddannede sig på Den Danske Filmskole i 1976-79, men producerede film om svineavl "Den Industrialiserede Gris", økologi og en spillefilms-lang reportage fra Roskilde Festival 1977, "Kloden Rokker".

## 1980'erne og 1990'erne
I 1983 flyttede Film & Lyd til gode lokaler i Bredgade 63 a i København, hvor de snart kunne råde over 400 kvm. kontor og teknik-lokaler. Film & Lyd øgede sin omsætning år for år indtil en snit på omkring 15-18 mio. kr. årligt op gennem 1980'erne og 1990'erne. Et samarbejde med andre kortfilmselskaber i Penta Film førte til aftale med TV 2 om 50 timers dokumentar-tv i en vigtig periode, hvor de gamle filmselskaber skulle lære at arbejde med videoformatet og producere kvalitet til lavpris; aftalen førte til yderligere ekspansion indenfor mange genrer. Et utal af filminstruktører, producere og teknikere fik igennem årene deres virke og uddannelse i Film & Lyd. I 1997 flyttede selskabet  til større og lysere lokaler i det nedlagte mejeri "Enigheden" på Lygten i Kbh. NV, hvor også andre filmfolk og filmselskaber, var ved at etablere en minifilmby. Film & Lyd trivedes i det miljø og voksede meget hurtigt i en stor satsning indenfor både dokumentar og fiktion. 

## Nyt selskab
Ny kapital var nødvendig og Film & Lyd fandt i 1998 sammen med softwaremillionæren Mogens Glad, som var på udkig efter et større filmselskab til at udvikle sit eget Angel Film sammen med. Visionen var at danne en komplet kæde fra idé, over produktion til salg og distribution igennem Angel Film. Thomas Gammeltoft og Simon Plum fortsatte i deres stillinger som chefer for det nye produktionsselskab Angel Film & Lyd indenfor Angels nye koncern indtil 2001/02, hvor de begge udtrådte efter uenighed om valg af ledelse og ledelsesformer. Film & Lyd ophørte derefter de facto med at eksistere. Angel Film ejer i dag alle rettigheder til Film & Lyd's omfattende produktion.